# Hodoedocus laticeps
Hodoedocus laticeps är en insektsart som beskrevs av Rauno E. Linnavuori 1979. Hodoedocus laticeps ingår i släktet Hodoedocus och familjen dvärgstritar. Inga underarter finns listade i Catalogue of Life.